# Yahoo! Cafe

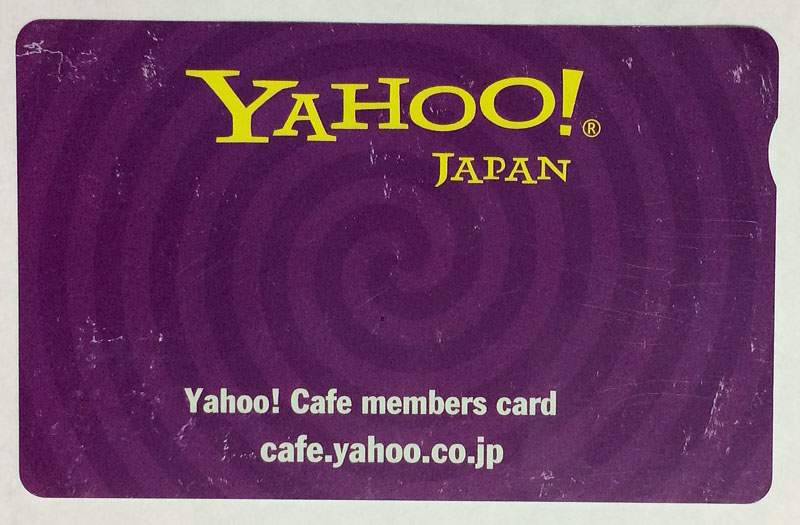
会員制だった頃の会員カード

Yahoo! Cafe（ヤフーカフェ）は、Yahoo! JAPAN（ヤフー! ジャパン）が日本国内で運営するインターネット接続サービスを無料で展開していた店舗、2010年11月30日サービス終了。

## 概要
誰でも無料で、店舗内に設置されたブロードバンド接続のパーソナルコンピュータ（パソコン）でインターネットを閲覧することができる。併設されているスターバックスなどのコーヒー店で飲食物を購入して、飲食しながら閲覧してもよい。まったく無料であるため、混雑してくると、一定時間後に退店を催促されることもある。このため羽田空港店のように飲食物の購入を義務づけた店もあった。
インターネットカフェとよく似たものといえるが、利用がまったく無料であること、ウェブ閲覧以外のパソコン作業やUSBメモリなどの持込み媒体の利用ができないことなどが異なる。また、日本で非常に普及している漫画喫茶型の複合カフェとはまったく雰囲気が異なる。
発足当初は会員制で、登録すれば会員証「Yahoo!Cafeメンバーシップカード」（全店共通）が発行され、来店ごとのポイントが貯まれば、Yahoo!Cafeオリジナルグッズをもらうことができた。その後、2006年4月末日をもって会員制とポイント制・グッズ交換は廃止された。それ以降は、入店ごとに身分証明書を提示して利用申請書に氏名・住所・電話番号を登録するシステムになっていた。
ソフトバンクテレコムの公衆無線LANサービス「BBモバイルポイント」のアクセスポイントを設置しており、ノートパソコンの持ち込み利用に対応していた。

## 沿革
- 2001年3月23日 - 1号店が表参道にオープン。
- 2001年11月16日 - 2号店が秋葉原にオープン。
- 2001年12月10日 - 3号店が新生銀行日比谷本店内にオープン。
- 2002年4月10日 - 4号店が成田空港内にオープン。
- 2002年4月25日 - 5号店が品川プリンスホテル内にオープン。
- 2002年7月26日 - 6号店が羽田空港内にオープン（第1旅客ターミナルビル“ビッグバード”2F出発ロビー内）。
- 2002年12月15日 - 2号店（秋葉原店）が閉店。
- 2004年2月8日　- 1号店（表参道店）が閉店。
- 2006年4月30日 - 会員制、ポイントのグッズ交換を終了。
- 2006年8月26日 - ソフトバンク六本木オープンに伴い、Yahoo! Cafe ブースを併設。
- 2009年5月27日 - 6号店（羽田空港店）が閉店。
- 2010年3月22日 - 4号店（成田空港店）が閉店。
- 2010年5月31日 - 5号店（品川プリンス店）が閉店。
- 2010年11月30日 - 3号店（日比谷店）が閉店。

## 閉店した店舗
Yahoo! Cafe の店舗には、通常の店舗とソフトバンクショップ内のブース型店舗があった。
- 表参道店（1号店）- ガーデンスクエアー（渋谷区神宮前5-11-2）内。2001年開店、2004年閉店。スターバックスを併設していた。
- 秋葉原店（2号店）- ラオックス ザ・デジタル館（千代田区外神田1-16-1）内。2001年開店、2002年閉店。
- 日比谷店（3号店） - 新生銀行本店1階ロビーにある。同行がオフィシャルスポンサー。（併設されていたスターバックスは2009年に閉店。）
- 成田空港店（4号店）-　成田国際空港（成田空港）第2旅客ターミナルビル制限エリア3階にあった。2002年開店、2006年9月空港内の改装工事のため一時閉店、2007年4月リニューアルオープン、2010年閉店。
- 品川プリンス店（5号店） - 品川プリンスホテル アネックスタワー7階にあった。2002年開店、2010年閉店。同ホテルが飲食物を有料で提供していた。
- 羽田空港店（6号店） - 東京国際空港（羽田空港）第1ビル南ウィング2階にあった。2002年開店、2009年閉店。

### Yahoo! Cafeソフトバンクショップ
- Yahoo! Cafeソフトバンク六本木店 - ソフトバンク六本木（港区六本木）内。
- Yahoo! Cafeソフトバンク渋谷店 - ソフトバンク渋谷（渋谷区宇田川町）内。
- Yahoo! Cafeソフトバンク名古屋店 - ソフトバンク名古屋（名古屋市中区）内。